# Israel Morgenstern
Israel Morgenstern (de asemenean Izrail; în rusă Израиль Моргенштерн; n. 5 noiembrie 1903, Basarabia, Imperiul Rus – d. 19 noiembrie 1941, Chișinău, România) a fost un evreu basarabean, comunist român, secretar al Comitetului comunist clandestin din Basarabia (1936-1937) și partizan sovietic.

## Biografie
S-a născut în satul Baroncea (acum sat în raionul Drochia, Republica Moldova) din ținutul Soroca, gubernia Basarabia, Imperiul Rus. A absolvit gimnaziul agrotehnic din Soroca (1927), apoi a predat la un gimnaziu privat. A participat la mișcarea revoluționară comunistă încă din anii săi de gimnaziu. În anii 1930-1931 a fost secretarul Comitetului comunist (clandestin) din județul Soroca al Partidului Comunist Român, a fost deconspirat, arestat și până în 1934 a fost deținut în închisorile din Galați și Doftana.
După eliberare, a lucrat în Consiliul General al Sindicatelor Unite din România, apoi a fost arestat din nou. În anii 1936-1937 a fost Secretar al Comitetului regional (clandestin) basarabean al Partidului Comunist din România. În 1937-1940, a fost din nou secretar al Comitetului de partid din Soroca, înlocuindu-l pe Iuri Korotkov în acest post. După ocuparea Basarabiei de către URSS în 1940 și înainte de începerea celui de-al doilea război mondial, el a fost președintele Comitetului executiv al Consiliului orașenesc Soroca.
În septembrie 1941, a devenit membru al centrului comunist pentru organizarea activității de sabotaj pe teritoriul Basarabiei. Astfel, la 25 septembrie 1941 în cadrul unui grup de sabotare format din nouă membri a fost parașutat lângă satul Drăsliceni, raionul Strășeni, lângă Chișinău. Grupul a fost descoperit însă de un detașament punitiv german. Doi membri ai grupului au murit în luptă, patru s-au sinucis și alți trei au fost executați de germani. Rămășițele a cinci membri ai grupului, inclusiv a lui Morgenstern, au fost descoperite la începutul anului 1971 și reîngropate într-o groapă comună. Potrivit altor informații, el a fost transportat la Chișinău și, după ce a fost torturat, a fost împușcat de jandarmii români la 19 noiembrie 1941. În 1979, la locul de înmormântare de la marginea satului Ratuș (acum parte a comunei Drăsliceni, raionul Criuleni), a fost ridicat un monument, acum parțial distrus.
Prin decretul prezidiului Sovietului Suprem al URSS din 10 mai 1965, a primit postum Ordinul Războiului Patriotic, gradul II. O stradă din Soroca a fost numită după activist.